# Christian Friedrich Heinrich Wimmer
Christian Friedrich Heinrich Wimmer (Wrocław,  30 de outubro de 1803 – Wrocław, 12 de março de 1868) foi um  botânico e micólogo alemão.
Trabalhou de Schulrat (mestre oficial) em Breslau, e desenvolveu um prolífico estudo sobre a flora da Silésia. Se especializou no estudo do gênero Salix.

## Algumas publicações
- Flora Silesiae, com Heinrich E. Grabowski (1792-1842), 1827-1829
- Flora von Schlesien (Flora de Silesia), 1832
- Flora von Schlesien preußischen und österreichischen Antheils (Flora de Antheils de Prusia y de Austria Silesia), 1840
- Phytologiae Aristoteliae fragmenta, 1838
- Salices europaeae, 1866

## Homenagens
O gênero Wimmeria  Schltdl. 1831 da família Celastraceae foi nomeado em sua honra.